# Distretto di Piskent
Il distretto di Piskent è uno dei 15 distretti della Regione di Tashkent, in Uzbekistan. Il capoluogo è Piskent.